# NGC 2439
NGC 2439 là một cụm sao mở thưa thớt nằm trong chòm sao Thuyền Vĩ. Nó có cấp sao biểu kiến là 6,9, kích thước biểu kiến là 10 phút góc, và có thể nhìn thấy bằng kính thiên văn nhỏ. Đây là một quần thể sao trẻ với độ tuổi ước tính trong khoảng 20–300 triệu năm. Nó có bán kính thủy triều xấp xỉ 82 năm ánh sáng. Không có ngôi sao đặc biệt về mặt hóa học nào được tìm thấy.
Ước tính khoảng cách đến cụm này có nhiều kết quả rất khác nhau. Piskunov và cộng sự đưa ra ước tính là 3855 kpc vào năm 2008. Với một giá trị nằm trong khoảng 3 – 4 kpc có nghĩa là cụm này nằm bên dưới Mặt phẳng thiên hà. Nó được định vị trong một lỗ hổng trong khí và bụi của Dải Ngân hà, với sự hấp thụ giảm dẫn đến sự tuyệt chủng thấp hơn dự kiến là 1,27 về độ lớn thị giác. Kết quả này đặt ra câu hỏi liệu cụm này có thực sự tồn tại hay không. Nó được định vị cùng đường ngắm với hai nhóm sao siêu khổng lồ loại B. Nhóm gần hơn nằm ở khoảng cách 1,03 kpc, trong khi nhóm thứ hai ở 3,2 kpc.

## Bộ sưu tập

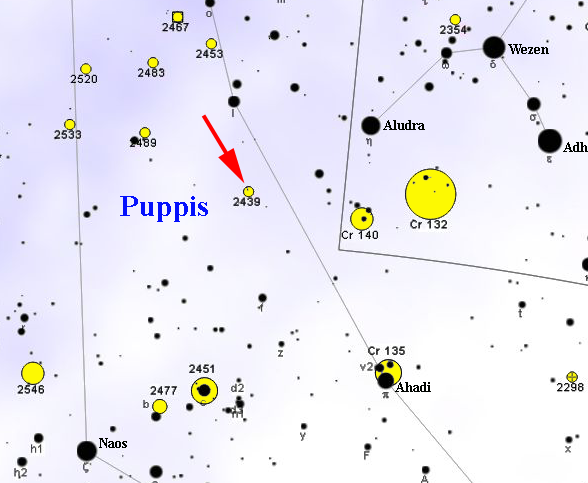
Bản đồ hiển thị vị trí của NGC 2439